# 芦田行雄
芦田 行雄（あしだ ゆきお、1925年（大正14年）- 2012年（平成24年）8月12日）は、京都府京丹後市の郷土史家。
細川忠興夫人・ガラシャの味土野隠棲資料の研究や、古代米の復活栽培を実現し、全国に普及させたことで知られる。芦田が郷里の京丹後市弥栄町和田野に建築した家「古与曾」は、芦田の没後も地域の様々なコミュニティ活動の拠点となっている。

## 生涯

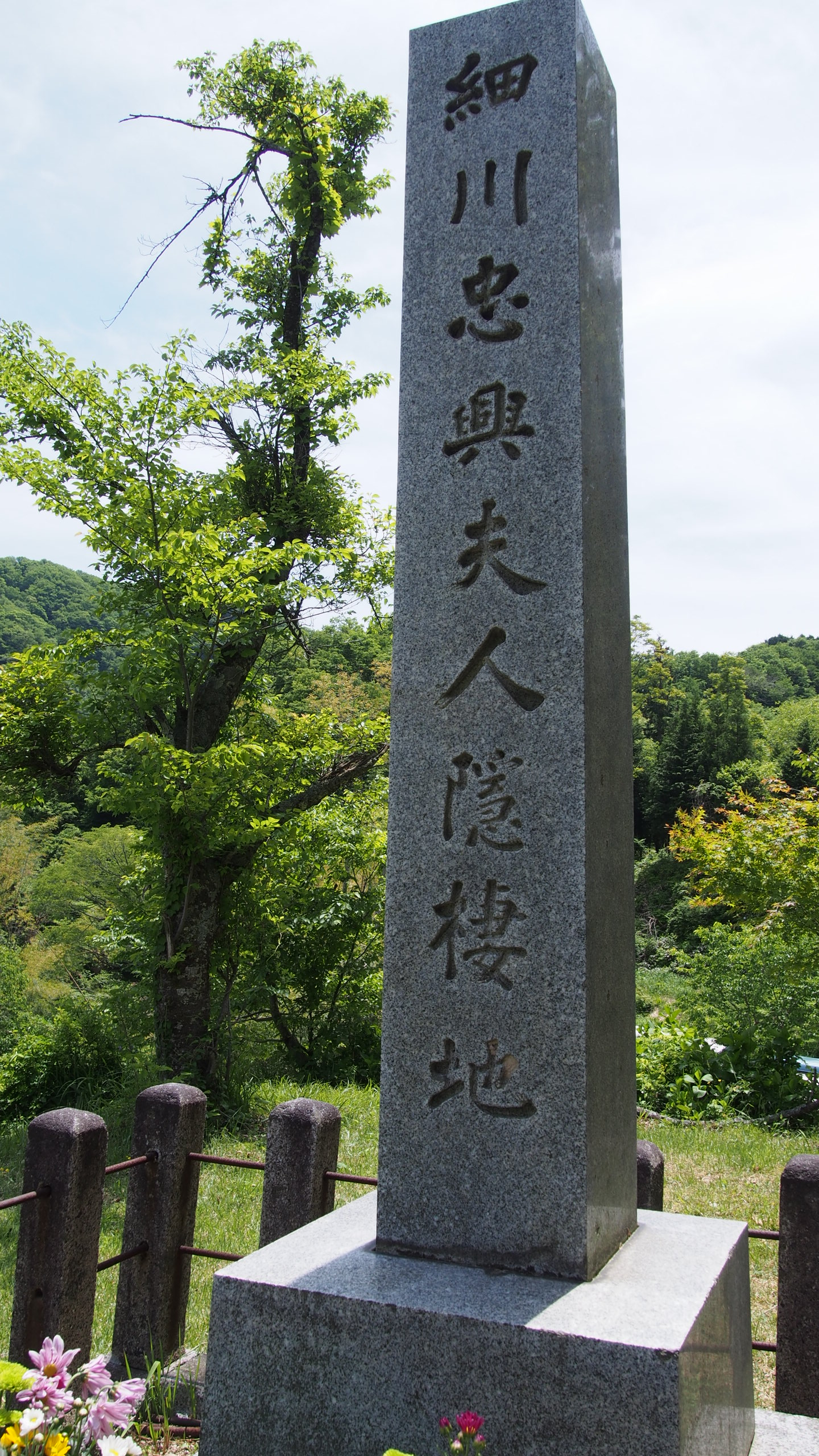
細川忠興夫人隠棲地の石碑

1925年（大正14年）に京都府竹野郡鳥取村和田野（現・京丹後市弥栄町和田野）に生まれる。2012年に死去するまで、生涯を郷土において研究を続け、弥栄町文化財保護委員会設立に参画し、委員会会長を14年務めた。また、弥栄町文化協会を設立、20年以上にわたり会長を務めた。

### 味土野讃歌
婦人会の役員をしていた母が細川ガラシャの隠棲地碑を味土野に建立する活動に関わっていたことから、小学6年生の頃に細川ガラシャについて知り、1955年（昭和30年）頃に初めて味土野を訪れた際、史実を保存する重要性を痛感した。以来、郷土に残る細川ガラシャの資料や口伝の収集に努め、来訪者のための案内パンフレットを作成したり、現地ガイドを行う。細川ガラシャの味土野幽閉400年にあたるとみられる1982年（昭和57年）には、1935年（昭和10年）に行待迪が刊行した冊子『細川忠興夫人』に補筆し、関係写真などを加えた『増補 細川忠興夫人』を刊行。2000年（平成12年）11月、その研究の集大成となる『味土野讃歌』を刊行した。

### 古代米研究

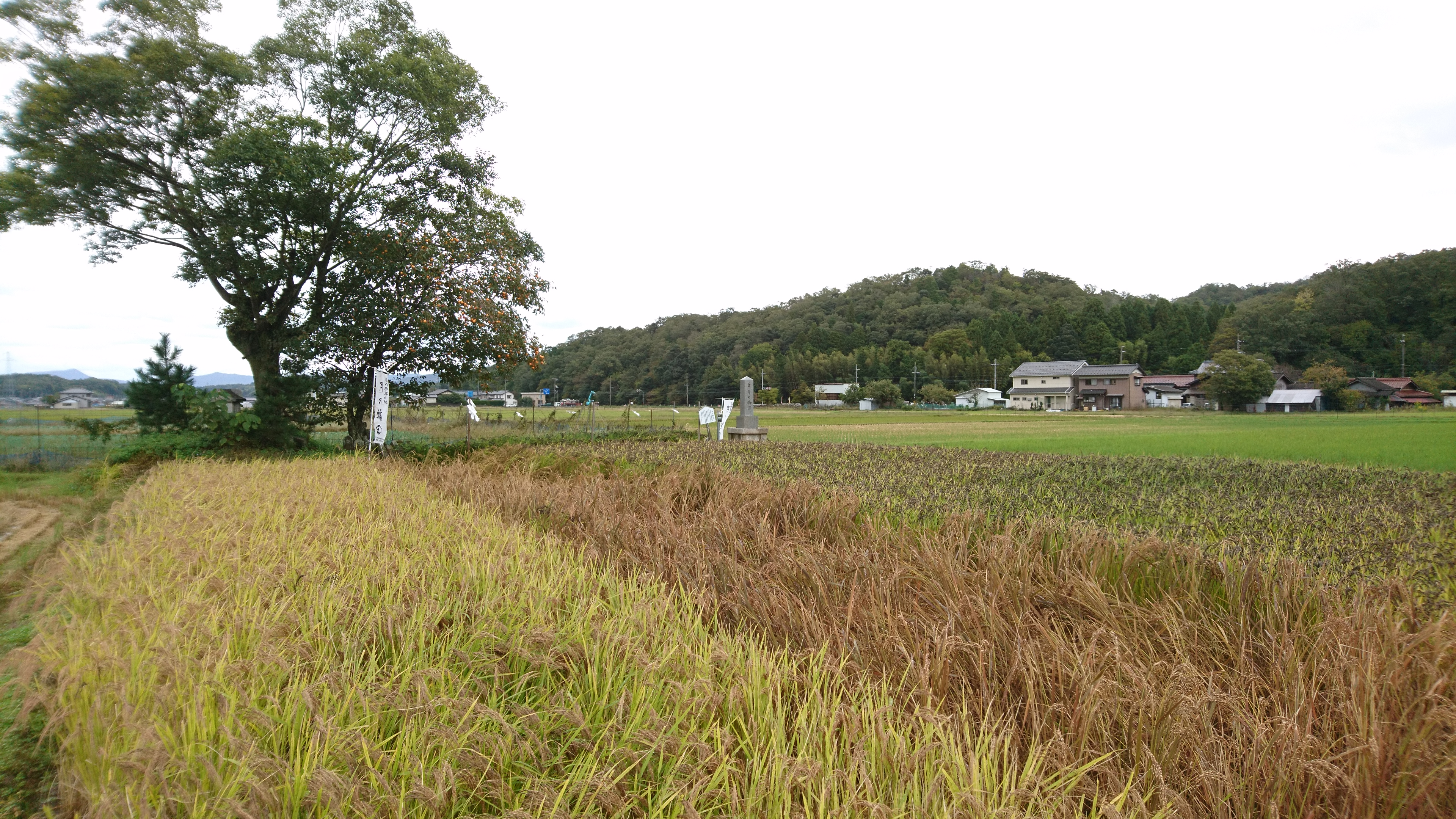
月の輪田で育てられている古代米（2018年）

#### 赤米との出会い
1965年（昭和40年）、平城京跡の排水溝から出土した木簡に「丹後国竹野郡芋野郷婇部古与曾赤舂米5斗」と記されていたことから、丹後地方で750年頃には都に米を納めるほど稲作がさかんであったことが明らかとなる。芋野は、芦田の郷里・和田野の隣区である。この「赤舂米」とはどのような米であるのか、興味をもった芦田は、約5年の調査を経て岡山県総社市の国司神社で神事で献上する用として細々と栽培されていた籾種を入手し、これをもとに1981年（昭和56年）から古代米・赤米の試験栽培を始める。芦田に農業の経験は全くなかったが、自宅の庭先で6株の赤米を栽培するほか、京都府立峰山高等学校弥栄分校農業科に協力を頼み、分校の田地3.3平方メートルで赤米の栽培を行った。
翌1982年（昭和57年）には、試験栽培初年に収穫した籾をすべて使い、自宅近くの1.5アールで赤米を栽培する。古代の稲作に倣い、化学肥料や農薬を一切使用しなかったため、稲作管理には多くの労力を要したものの、1本あたり100から120粒と芦田の予想を上回る収穫を得たという。芦田はその米で、町公民館の主催する文化祭で赤米ご飯の試食会を開催。赤米の禾（のぎ）の美しさに惹かれた芦田は、その後も栽培を続け、求める人には種籾や赤米を惜しみなく提供し、全国に赤米愛好家が誕生するに至った。弥栄町和田野の芦田のもとには、全国から農作業を手伝う人が集まるようになり、のちに「古与曾」と名付けられる芦田の建てた家は、田植えや稲刈り後の慰労の場となり、やがて地域活動の拠点となっていく。

#### 日本古代稲研究会・あかごめ学校設立
1988年（昭和63年）、「日本古代稲研究会」を発足し、初代会長に就任する。1970年代の終わり頃から宮城県・兵庫県・岡山県などの農業試験場で育種研究は行われていたものの、一般に栽培されるには至っていなかった赤米を、全国の農業者が食用として栽培するようになっていくきっかけを築いた。
1994年（平成6年）、赤米愛好家による「あかごめ学校」を設立し、主宰を務める。赤米にまつわる情報を記載したミニコミ誌「あかごめがっこう」を毎月発行し、全国の会員に届けた。2002年（平成14年）時点で約120名だった会員は、芦田が亡くなる2012年（平成24年）には約210名にのぼっていた。
芦田は地元の小学校で赤米栽培の指導を行うほか、2000年（平成12年）3月には野洲市の赤米講演会で講師を務めるなど、赤米をはじめとする古代米の栽培の普及に努め、全国に古代米栽培を広めた。2003年（平成15年）からは弥栄町にある京都府の農業公園・丹後あじわいの郷で古代米の栽培体験指導を担い、「環境・グリーン・ツーリズム」を学ぶ神戸夙川学院大学観光文化学部の学生らを指導した。
2010年（平成22年）に奈良市で開催された光明皇后1250年遠忌法要では、古代丹後弥栄から奈良の都へ赤米が献上された故事にちなみ、栽培した古代米を献納した。
米ぬか成分の化粧品開発を手掛ける企業において、近畿大学や日本体育大学とともに共同開発を行う等、古代米に含まれる様々な有用成分の研究にも携わる。赤米のルーツを探る研究は、有志を募って中国雲南省まで足を運ぶほどであった。栽培する古代米の品種は、翠玉（すいぎょく）、紫陽（しよう）、黒法師（くろほうし）、赤富久糯（あかふくもち）、紫稲（むらさきいね）、赤穂波（あかほなみ）、稀珍黒米（きちんくろごめ）、しみず糯、昆明、神の尾、紅血糯（こうけつもち）、えびす糯、高天玉（こうてんほう）、種子島、対馬、総社（そうじゃ）など16種類に及んだ。

#### 遺志、継がれる

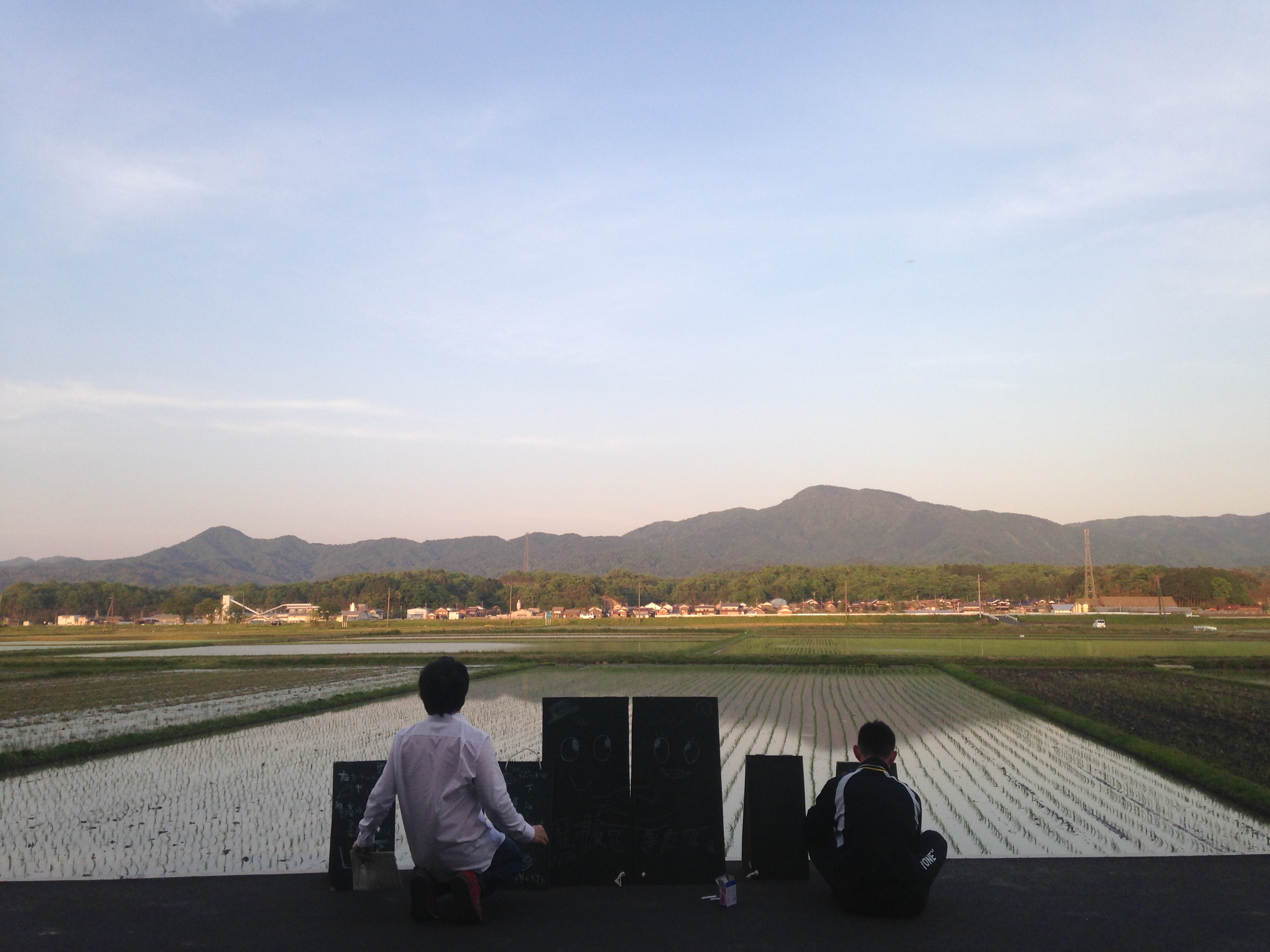
「古与曾」から眺める古代米の田

2011年（平成23年）秋の収穫祭を期に弥栄町における赤米栽培を「芋野郷赤米保存会」に譲るも、2012年（平成24年）6月17日の保存会の田植えに参加し、元気な姿を見せる。だが、そのわずか2日後に体調を崩して入院、療養するも快気には至らず、2012年（平成24年）8月12日、肺がんのため87歳で死去した。死後の2014年（平成26年）、京丹後市は市政10周年を記念した式典において、故人であるにもかかわらず芦田を功績者として表彰した。
あかごめ学校の生徒のひとりであり、芦田の中国への研究の旅に同道した京都文教短期大学学長の安本義正は、2014年（平成26年）、当地を「赤米の郷」とすべく京丹後市弥栄町芋野の吉野小学校図工室に開設されることとなった「赤米博物館」に、ブータンやフィリピンなどで入手した古代米の資料を寄贈し、講演を行った。
芦田の遺志を継いだ芋野郷赤米保存会（代表：藤村政良）は、2020年現在も弥栄町の70アールの田で赤米をはじめとする古代米の栽培を続ける。芦田から譲り受けた古代米の種籾6種から苗を育て、赤米や黒米を育てる。一部は2013年から復活栽培が始まった峰山町の水稲史跡「月の輪田」にも受け継がれた。また、同じく峰山町の峰山共同作業所では、2005年（平成17年）から芦田から譲り受けた赤米を峰山町五箇の水田で栽培し、染料とする取組を行っている。

## 著書
- 『味土野讃歌 細川忠興夫人資料集』あまのはしだて出版、2000年
- 『増補 細川忠興夫人』あまのはしだて出版、1982年
- 『京都府・丹後やさかの昔話 吉津の穴地蔵』あまのはしだて出版、1990年（芦田行雄文、辰己雅章絵）

### 註釈
1. ↑  芋野地区では有志により地区内に「献米記念碑」が建立されている。